# یادواره قربانیان کمونیسم
یادواره قربانیان کمونیسم یادوارهای در واشینگتن، دی.سی. واقع در تقاطع خیابان‌های ماساچوست و نیوجرزی و خیابان جی، در شمال غربی، در فاصلهٔ دو بلوکی از یونیون استیشن و در فضای دید کاخ کنگره آمریکا است.
این یادواره وقف «بیش از صد میلیون قربانی کمونیسم» شده‌است. بنیاد یادبود قربانیان کمونیسم هدف از آن را تضمین «آموزش تاریخ استبداد کمونیستی به نسل‌های آینده» ذکر می‌کند.
این بنای یادبود توسط جرج دبلیو بوش رئیس‌جمهور ایالات متحده آمریکا در ۱۲ ژوئن ۲۰۰۷، بیستمین سالگرد سخنرانی "این دیوار را در هم بشکن!" رونالد ریگان رئیس‌جمهور در برابر دیوار برلین اهدا شد.